# Compare
Compare är ett näringslivskluster för digitala verksamheter i Värmland. 

## Historia
Näringslivsklusteret skapades genom att Stiftelsen Compare Karlstad bildades 19 januari 2000.
År 2018 vann Compare Vinnovas tävling Vinnväxt för satsningen DigitalWell Arena. DigitalWell Arena är en tioårig finansiering av att bygga en miljö där framtidens digitala hälsotjänster ska utvecklas, med utgångspunkt i invånarens utmaningar. Bakom initiativet DigitalWell Arena står Compare, Region Värmland, Landstinget i Värmland, Karlstads universitet, Länsstyrelsen i Värmlands län, Karlstads kommun, Karlstad El & Stadsnät, RISE Service Labs, Myndigheten för samhällsskydd och beredskap, Tieto, CGI, Nordic Medtest och Effect.